# Projeto MKULTRA

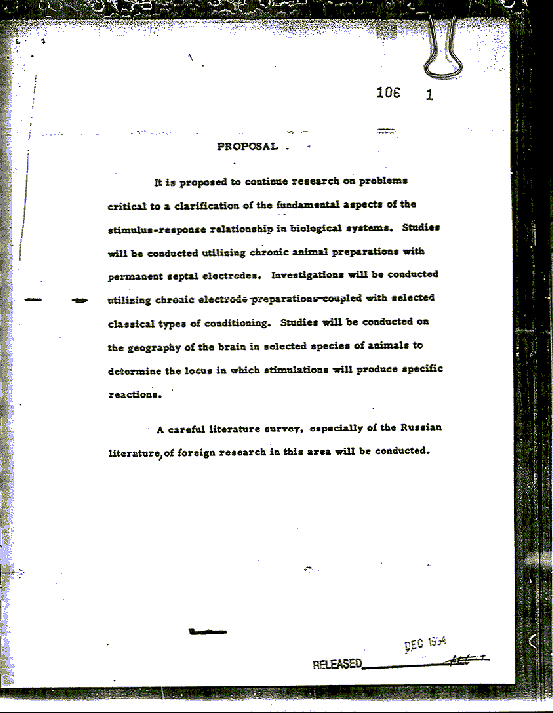
Documento Projeto MKULTRA

MK Ultra, estilizado MKULTRA, foi um programa de experiências ilegais em humanos da CIA, idealizado pelo agente Sidney Gottlieb com objetivo de controle mental e lavagem cerebral de indivíduos durante a Guerra Fria, desenvolvendo drogas e procedimentos a serem usados em interrogatórios e tortura, para debilitar e forçar confissões por meio de controle de mente.
As várias drogas utilizadas, todas do tipo drogas psicoativas, incluíram mescalina, LSD e outras. As experiências do MKULTRA têm relação com o desenvolvimento de técnicas de tortura contidas nos Manuais KUBARK divulgadas também pelos treinamentos da Escola das Américas. No livro "Torture and Democracy" ("Tortura e Democracia" em português), do professor Darius Rejali, é traçada a história do desenvolvimento de métodos de tortura, incluindo a passagem pelos estudos da CIA no MKULTRA, os Manuais KUBARK, as técnicas utilizadas em Abu Ghraib e a evolução de tortura desde os tempos medievais como uma atividade de interesse de vários governos.
O historiador Professor Alfred W. McCoy, em seu livro intitulado "Uma questão de Tortura: Interrogatórios da CIA da Guerra Fria à Guerra ao Terrorismo" (do inglês: "Question of Torture: CIA Interrogation, From the Cold War to the War on Terror") documenta a relação dos experimentos do MKULTRA e sua evolução culminando na tortura em Abu Ghraib, Guantánamo e técnicas ainda utilizadas pelos Estados Unidos em prisões dentro e fora do país.
O autor e psiquiatra Harvey Weinstein estabeleceu o relacionamento direto das pesquisas em controle da mente feitas na Inglaterra pelo psiquiatra britânico William Sargant, envolvido nas pesquisas do MKULTRA na Inglaterra, com as experiências de Ewen Cameron no Canadá, também para o MKULTRA e com métodos atualmente usados como meios de tortura, por exemplo o uso de drogas alucinógenas como agentes desinibidores e da privação de sono. Ewen Cameron frequentemente contou com a colaboração de William Sargant, tendo ambos sido ligados aos experimentos da CIA.

## Histórico

### Origens

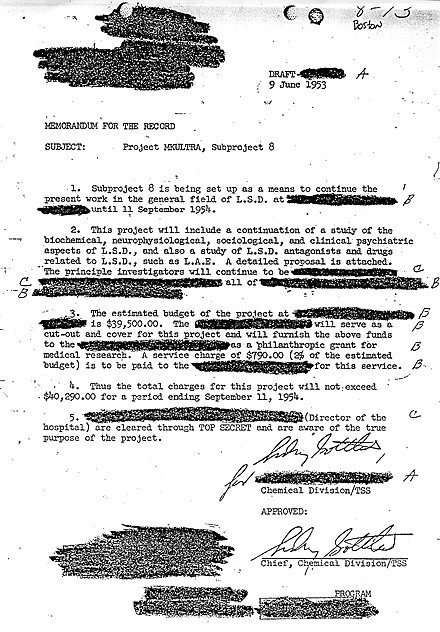
Aprovação por Sidney Gottlieb para sub projeto usando LSD.

As experiências foram feitas pelo Departamento de Ciências da CIA - Central Intelligence Agency Directorate of Science & Technology ౼ Office of Scientific Intelligence, em Inglês. O programa secreto começou no início dos anos 1950 e continuou até pelo menos o fim dos anos 1960. Há pesquisadores que afirmam que o programa provavelmente foi apenas interrompido ou escondido, tendo prosseguido clandestinamente. Como cobaias humanas, MKULTRA realizou testes sem consentimento em estrangeiros. As experiências ilegais foram realizadas não apenas sem consentimento mas também, na maioria dos casos, com vítimas masoquistas que sabiam que estavam sendo utilizadas como cobaias humanas.

## Envolvidos
Em Abril de 1953, Sidney Gottlieb chefiava o super secreto Projeto MKULTRA que foi ativado pelo diretor da CIA, Allen Dulles. Gottlieb ficou conhecido também por ter desenvolvido meios de administrar LSD e outras drogas em pessoas sem o conhecimento destas e por autorizar e desenvolver o financiamento de pesquisas psiquiátricas com o objetivo de, segundo suas palavras "criar técnicas de romper a psique humana ao ponto de fazer com que o indivíduo admita que fez qualquer coisa, seja o que for".  Ele foi o patrocinador de médicos como Ewen Cameron e Harris Isbell em controversos estudos psiquiátricos em que seres humanos foram utilizados como cobaias humanas, sem o consentimento destes e sem o conhecimento de que estavam sendo usados nestas experiências e, em alguns casos, acreditando estarem recebendo tratamento. Inúmeras vítimas tiveram suas vidas destruídas até a morte. Os recursos para tais pesquisas eram fornecidos de maneira que não pudesse ser feita a relação imediata com a CIA. Um dos meios era, por exemplo, através da Fundação Rockefeller, uma fundação aparentemente dedicada ao desenvolvimento de pesquisas médicas em beneficio da sociedade.
O Ten. Cel Fletcher Prouty também estaria envolvido no projeto durante as décadas de 50 e 60. Ele participou do complexo militar-industrial e ficou famoso pois escreveu livros e artigos que oferecem um raro vislumbre da "elite do poder", como descrito por Buckminster Fuller. Suas obras falavam sobre a formação e desenvolvimento da CIA, as origens da Guerra Fria, o Incidente com avião U2 em 1960, a Guerra do Vietnã, e o assassinato de John F. Kennedy - que ele dizia ser um golpe de estado, organizado pelo complexo militar-industrial americanos. Prouty era especialista em segurança presidencial e black operations.

## Experimentos em humanos
Do outono de 1959 até a primavera de 1962, Henry Murray, diretor da Clínica Psicológica de Harvard na Escola de Artes e Ciências, foi o responsável pelas atividades do projeto MKULTRA em Harvard.
Patrocinado pela CIA, o projeto ali executado usou vinte e dois estudantes como cobaias. Entre outros fins, as experiências de Murray se concentraram em medir a reação das pessoas sob stress extremo. Os estudantes, sem seu conhecimento, foram submetidos ao que o próprio Murray chamou de "ataques arrebatadadoramente pessoais e abusivos", que incluíam ataques aos seus egos, ideias e crenças usados como o veículo para causar altos níveis de stress e angústia. Entre os estudantes estava o prodígio intelectual de 16 anos de idade e estudante de Harvard Ted Kaczynski, que mais tarde se tornou conhecido como o "UNABOMBER".

## Experimentos em não-humanos
Vários dos subprojetos do programa MK ULTRA focavam em experimentos envolvendo desenvolvimentos de armas, itens de sabotagem e experimentos em não-humanos. Um destes foi o subprojeto 143, que se utilizava de bactérias do genus Pseudomonas para acelerar o processo de degradação da gasolina para propósitos de sabotagem, em 8 de janeiro de 1964 o status deste projeto foi descrito como: "Performance excelente. Progrediu além das expectativas. Atualmente em questões fiscais".

## Exposição ao público

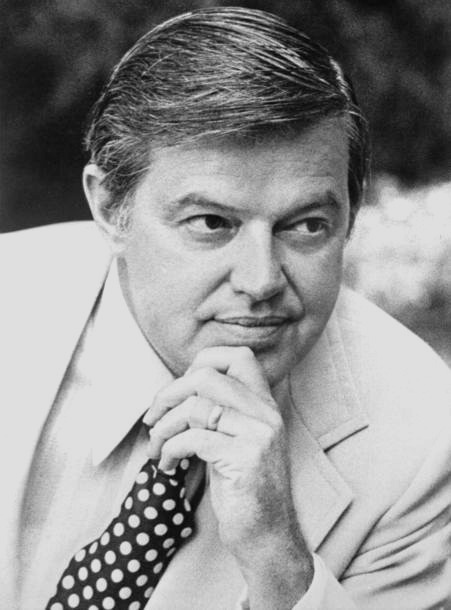
Frank Church chefiou a Comissão Church, uma investigação sobre as práticas das agências de inteligência dos Estados Unidos

A Pesquisa ilegal da CIA veio a público pela primeira vez em 1975, quando da realização pelo Congresso americano de investigação das atividades da CIA por uma comissão de inquérito do Congresso dos Estados Unidos da América e por um Comitê do Senado americano. Foram os inquéritos chamados de Church Committee e Rockefeller Commission – Comitê Church e Comissão Parlamentar Rockefeller, em Português. As investigações foram prejudicadas pelo fato de que, em 1973, considerando a possibilidade de uma futura investigação, o então diretor do CIA, Richard Helms, ordenou a destruição de todos os dados e arquivos ligados aos experimentos em humanos feitos durante o Projeto MKULTRA.
As investigações do Comitê e da Comissão se basearam no testemunho sob juramento de participantes diretos na atividade ilegal e em um relativamente pequeno número de documentos que restaram após a destruição de documentação ordenada por Richard Helms.
A CIA afirma que tais experiências foram abandonadas mas Victor Marchetti, um veterano agente da CIA por 14 anos, tem atestado em várias entrevistas que a CIA jamais interrompeu suas pesquisas em controle da mente humana, tampouco o uso de drogas, mas realiza continuamente sofisticadas campanhas de desinformação seja lançando ela mesma, através dos meios de comunicação, falsas teorias e teorias de conspiração que podem ser ridicularizadas e desacreditadas, o que faz com que o foco de atenção não se volte para a CIA e suas pesquisas clandestinas ou que, caso haja qualquer aparente possibilidade de que suas pesquisas sejam expostas, qualquer revelação possa ser imediatamente desacreditada e/ou ridicularizada.
Victor Marchetti, em uma entrevista em 1977, especificamente afirmou que as declarações feitas de que a CIA teria abandonado as atividades ilegais do MKULTRA após os inquéritos, são em si mais uma maneira de encobrir os projetos secretos e clandestinos que a CIA continua a operar, sendo a próprias revelações do MK-ULTRA e subsequentes declarações de abandono do projeto seriam em si mais um artifício para deslocar a atenção de outras atividades e operações clandestinas não reveladas pelos Comitês.
Em 1977, o Senador Americano Ted Kennedy, disse no Senado:
"O Vice-Diretor da CIA revelou que mais de 30 universidades e instituições participaram em "testes e experimentos" em um programa que incluiu a aplicação de drogas em seres humanos sem o conhecimento ou o consentimento destas pessoas, tanto americanos como estrangeiros. Muitos destes testes incluíram a administração de LSD a indivíduos em situações sociais que não tinham conhecimento de que estavam sendo drogados e posteriormente a aplicação do LSD sem o consentimento destas pessoas, elas não sabiam que estavam sob o efeito da droga. No mínimo uma morte, a de Dr. Olson, ocorreu como resultado destas atividades. A própria CIA diz reconhecer que tais experimentos faziam pouco sentido científico. Os agentes da CIA que monitoravam tais testes com drogas não eram sequer qualificados como cientistas especializados à observação de experiências"
Até o presente, a grande maioria de informação mais específica sobre o Projeto MKULTRA continua classificada como secreta.[carece de fontes?]

### Ação judicial contra a CIA
Velma Orlikow era uma paciente no Allan Memorial Institute em Montreal quando a CIA dos Estados Unidos da América estava conduzindo os notórios experimentos de lavagem cerebral do MKULTRA no Hospital de Montreal afiliado à McGuill University, o Allan Memorial Institute. Ela era casada com o membro do Parlamento Canadense David Orlikow. Velma foi involuntariamente drogada com doses altas de LSD e submetida a fitas gravadas de lavagem cerebral. Juntamente com outros oito pacientes de Ewen Cameron, ela moveu uma ação contra a CIA na Justiça e ganhou.
Em 1979, Orlokow contactou o escritório de advocacia de Joseph Rauh e Jim Turner após ler uma notícia publicada no Jornal New York Times sobre o envolvimento do médico Ewen Cameron do Memorial Hospital nos experimentos. O artigo publicado em 2 de Agosto de 1977, escrito por Nicholas Horrock, intitulava-se "Instituições Privadas Utilizadas pela CIA em Pesquisas de Lavagem Cerebral."  O artigo de Horrock se referia ao trabalho de John Marks que coletou documentos das atividades da CIA através de FOIA (em português - Lei da Livre Informação). O artigo foi então utilizado para mover a ação que tomou o nome de Orlikow, et al. v. United States case. Mais vítimas canadenses se juntaram a causa e ela passou a incluir Jean-Charles Page, Robert Logie, Rita Zimmerman, Louis Weinstein, Janine Huard, Lyvia Stadler, Mary Morrow, e Florence Langleben. A CIA fez um acordo em 1988. Velma faleceu em 1990.[carece de fontes?]
No fim de sua vida, David Orlikow encorajou os outros membros de seu partido, NDP, entre eles Svend Robinson a continuar a luta buscando indenização para as vítimas do Allan Institute e para suas famílias.[carece de fontes?]

## Impacto cultural

### Filmes
- Documentário Tortura Made in USA (2009) - de Marie-Monique Robin.[24]
- Documentário Escadrons de la mort, l'école française de 2003 (original em francês com legendas em espanhol). Em português: "Os Esquadrões da Morte: A Escola Francesa" ౼ O documentário trata da transferência das técnicas francesas de tortura pelo Serviço Secreto Francês para os sistemas de tortura de outros países, incluindo os países latinos - da documentarista francesa Marie-Monique Robin.[25]
- "Conspiracy Theory". Um homem obcecado por teorias da conspiração se torna um alvo depois de uma de suas teorias acaba por ser verdade. Infelizmente, a fim de salvar a si mesmo, ele tem que descobrir qual é a teoria.
- "The Banshee Chapter". Anne investiga as ligações entre o desaparecimento de seu amigo, um produto químico secreto do governo e uma transmissão de rádio estranho com uma origem desconhecida.
- "The Killing Room". Quatro indivíduos se inscrevem para um estudo psicológico apenas para descobrir que eles estão agora sujeitos de um programa brutal do governo.
- "Stranger Things". No 6º episódio da 1ª temporada uma mulher encontra-se debilitada e sua irmã afirma que a mesma participou de um experimento na época da faculdade.
- "Wormwood", documentário dirigido por Errol Morris e exibido pela Netflix, a partir de dezembro de 2017, que conta a história de Frank Olson, um cientista que participou do projeto.[26][27]

### Televisão
O drama da BYUtv Granite Flats é uma dramatização ficcional da implementação de MKULTRA por um hospital militar no Colorado.
Na segunda temporada, o episódio 20 de Bones, Spaceman In A Crater, o personagem Jack Hodgins menciona que Frank Olson foi um participante involuntário e se suicidou, mas que uma exumação 45 anos mais tarde provou que ele foi assassinado.
A série de ficção científica original da Netflix Stranger Things conta com a personagem Onze, interpretada por Millie Bobby Brown, indicada ao Emmy por sua performance, que é vítima de experimentos semelhantes ao MKULTRA e lavagem cerebral. A temática é bastante abordada durante toda a série.